# Ultraleichtfluggelände Kleinkoschen

i7
i11
i13
Das Ultraleichtfluggelände Kleinkoschen liegt im Ortsteil Kleinkoschen der Stadt Senftenberg im Landkreis Oberspreewald-Lausitz in Brandenburg. Der Platzhalter und Betreiber ist der Luftsportverein Lausitzer Seenland e. V.

## Lage
Das Ultraleichtfluggelände liegt etwa 5 km östlich von Senftenberg zwischen dem Senftenberger See, dem Sedlitzer See und dem Geierswalder See.

## Flugbetrieb
Das Ultraleichtfluggelände besitzt eine Betriebsgenehmigung für:
- motorgetriebene, aerodynamisch gesteuerte Ultraleichtflugzeuge,
- schwerkraftgesteuerte Ultraleichtflugzeuge (Trike, Fußstart-UL, Motorschirm, Motorschirmtrike) in der Startart Eigenstart,
- ultraleichte Drehflügelflugzeuge (Tragschrauber) und
- ultraleichte Gleitflugzeuge (UL-Motorsegler) in der Startart Eigenstart.

Es ist mit einer 370 m langen und 30 m breiten Start- und Landebahn aus Gras (Richtung 06/24) und mit einer 405 m langen und 30 m breiten Start- und Landebahn aus Gras (Richtung 15/33) ausgestattet. Ein gleichzeitiger Flugbetrieb auf beiden Start- und Landebahnen ist nicht erlaubt. Das Ultraleichtfluggelände dient der Ausübung des Luftsports im Rahmen der Vereinstätigkeit des Platzhalters sowie durch Dritte nach vorheriger Zustimmung des Platzhalters (PPR).

## Geschichte
Das Gelände des Flugplatzes Kleinkoschen wurde bereits in den 1970er Jahren als Arbeitsflugplatz für Agrarflugzeuge genutzt. Das Ultraleichtfluggelände Kleinkoschen wurde ursprünglich am 21. September 1999 mit dem Luftsportverein Großkoschen e. V. als Platzhalter genehmigt. Es besaß eine Betriebsgenehmigung ausschließlich für Ultraleichtflugzeuge. Die Betriebsaufnahme wurde am 4. November 1999 gestattet. Die aktuell gültige Genehmigung mit dem Luftsportverein Lausitzer Seenland e. V. als Platzhalter wurde am 26. März 2012 erteilt. Die Betriebsaufnahme im Rahmen der aktuell gültigen Genehmigung wurde am 15. Juni 2012 gestattet.